# Norberto Boggio
Norberto Constante Boggio (Santa Fe, 11 agosto 1931 – 20 dicembre 2021) è stato un calciatore argentino, di ruolo attaccante.

## Caratteristiche tecniche
Giocava sia come interno sinistro che come ala sinistra.